# Diplolaena obovata
Diplolaena obovata är en vinruteväxtart som beskrevs av Paul G. Wilson. Diplolaena obovata ingår i släktet Diplolaena och familjen vinruteväxter. Inga underarter finns listade i Catalogue of Life.